# Cantonul Le Chambon-Feugerolles
Cantonul Le Chambon-Feugerolles este un canton din arondismentul Saint-Étienne, departamentul Loire, regiunea Rhône-Alpes, Franța.

## Comune
| Comune                 | Populație (1999) | Cod poștal | Cod INSEE |
| ---------------------- | ---------------- | ---------- | --------- |
| Le Chambon-Feugerolles | 14 090           | 42500      | 42044     |
| La Ricamarie           | 8 438            | 42150      | 42183     |